# Suffragium
Das Suffragium (lat.) ist die Stimme, die der römische Bürger in den Gremien oder als Richter in Kriminalprozessen (iudicia publica) abgab. Der Begriff Suffragium steht überdies allgemeiner für „Abstimmung“, „abgegebene Stimme“ (Votum), „Stimme“ ebenso wie für das Stimmrecht selbst.
Im übertragenen Sinne bedeutet Suffragium „Urteil“, „Beistimmung“, „Beifall“ und in einzelnen Zusammenhängen auch „Unterstützung“.
Eine weitere Bedeutung stammt aus der römischen Kaiserzeit und meint das Verlangen des Volkes beziehungsweise ein allgemeines Verlangen der Bürger (suffragium populi).
Die etymologische Herleitung des Wortes suffragium ist ungeklärt.